# AN/SPY-1 3D相位陣列雷達

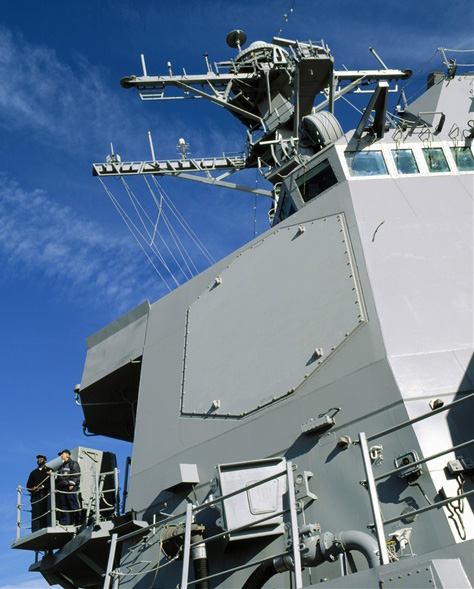
SPY-1 雷達 在亞里·勃克級驅逐艦上

AN/SPY-1，為被動式相位陣列雷達，是為神盾艦載作戰系統發展而來的，可提供神盾艦艇所需要的強大偵蒐與射控能力，在神盾艦上表現出優越的防空性能，目前裝備於提康德羅加級飛彈巡洋艦、阿利·伯克級驅逐艦、金剛型護衛艦、愛宕級護衛艦、摩耶型護衛艦、世宗大王級驅逐艦、霍巴特級驅逐艦、阿爾瓦羅·巴贊級巡防艦和南森級巡防艦。

## 簡介

### 傳統防空雷達
非神盾艦的美系一般艦艇（如維吉尼亞級巡洋艦、紀德級驅逐艦等），在發射防空飛彈時，效率有限，以裝備SPS-48E（機械式）為例，至少需要三次旋轉接觸才能建立目標檔案，再花費一次接觸取得第二次目標的方位距離並計算出速率，再經由數次計算速度向量來完成威脅判定，而SPS-48E的最大水平旋轉速率是每四秒一周，三次接觸就要花費12秒，更不提後續還需要更多雷達接觸來完成速率計算與威脅判定，以sm-2為例：目標捕獲之後，由於SPS-48E本身精確度不足，因此需要再將資料轉移給MK-74飛彈射控系統，再由MK-74啟動SPG-51照明雷達重新在空中搜索目標並展開射擊接戰，由於sm-2只需在接近目標時才需照明雷達的照射，飛彈上的MK-2自動駕駛儀（autopilot）透過慣性參考單元提供的位置來計算航道，並週期性地進行下（downlink，飛彈將本身位置回報給發射艦，位置資訊由飛彈上的慣性參考單元提供）與上鏈（uplink，發射艦將修正彈道的控制參數給飛彈）動作，以獲得最新的航道控制指令，又再一次的因為SPS-48E本身精確度不足，SPG-51照明雷達照射目標時，要進行額外的搜索與捕捉動作，因此防空飛彈的發射數嚴重受到照明雷達數量的限制。

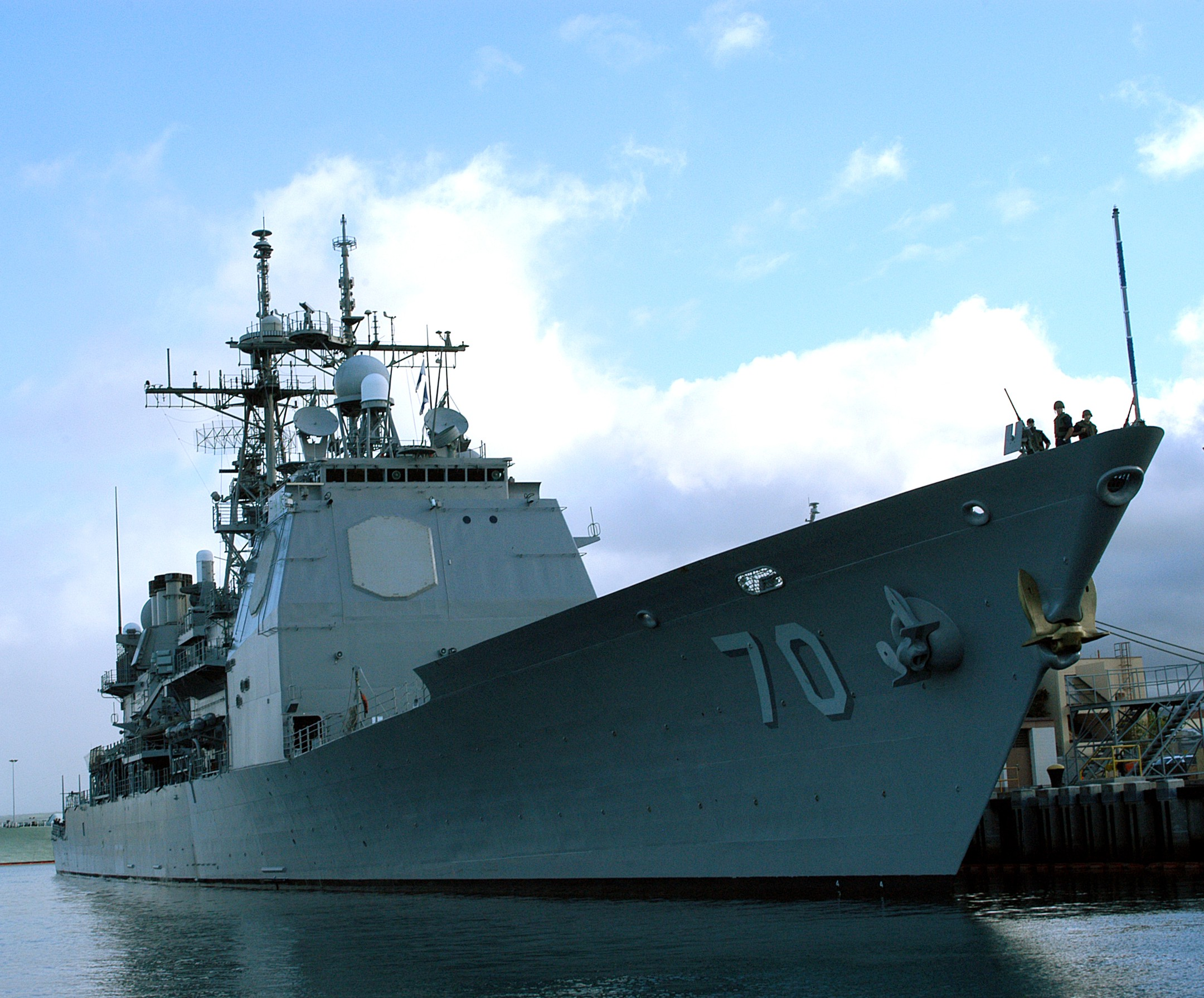
裝載在美國提康德羅加級飛彈巡洋艦上的SPY-1雷達。

### 電子化的飛躍
但如果裝備SPY-1的話，SPY-1在搜獲目標後能立刻進入追蹤狀態，SPY-1也能同時追蹤目標以及在空中飛行的sm-2，此外也能隨時分出波束（S波段）對SM-2飛彈進行上鏈傳輸，神盾艦上的sm-2飛彈在發射後便快速而規律地進行下鏈傳輸回報位置，接著SPY-1雷達便將目標與飛彈的位置一併餽入神盾系統的武器控制系統（WCS）武器控制系統，進而計算出飛彈與目標間的位置相對變化，然後再透過SPY-1將新的控制參數上鏈給空中的SM-2飛彈 ；此種上/下鏈傳輸的更新速率極高，並持續進行到飛彈轉入終端照明階段、由連續波照明雷達接手為止。此外，照明雷達開始照射之後也不需要自己追蹤目標，完全由SPY-1相位陣列雷達指揮調整照射方向直到命中，由於只需要單向的照明，SPG-62的構造比過去美國海軍的照明雷達簡化許多，沒有G波段搜索功能，只具備X波段（I）波段照明功能 （只有發射器，沒有接收功能），成本與重量得以降低釋出更多操作空間。
相較於波長較短的C波段、X波段，S波段由於波長較大，傳遞距離較遠，但鑑別度也比較差；如果欲以S波段達成照射等級的精確度，就必需加大天線孔徑，這對於直徑有限的防空飛彈，是不可能的(sm-2防空飛彈)，所以同時交戰的目標數，仍取決於艦上照明雷達的數量。不過由於SPY-1雷達精確度相當高，因此由中途導引轉換至終端照射階段時，SPG-62照明雷達可直接 依照SPY-1提供的目標方向進行照射，不需要進行額外的搜索與捕捉動作，大幅縮短反應時間。

### 民用天气研究

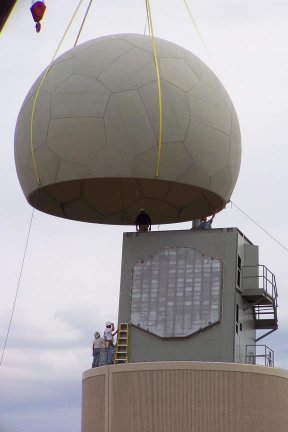
AN/SPY-1A雷达安装在俄克拉荷马州诺曼的国家强风暴实验室，封闭的天线罩提供天气保护。

SPY-1經過改造，也能用於氣象觀測，自2003以来，美国国家强风暴实验室一直在使用美国海军提供的 SPY-1A 相控阵天线在其位于俄克拉荷马州诺曼的设施进行天气研究。希望研究能够更好地了解雷暴和龙卷风，并加强对龙卷风的预测，減少災害。目前的项目参与者包括国家强风暴实验室和国家气象局雷达操作中心、洛克希德马丁公司、美国海军、俄克拉荷马大学气象学院、电气和计算机工程学院以及大气雷达研究中心，俄克拉荷马州高等教育机构、联邦航空管理局和基本商业和工业。该项目包括研发、未来技术转让和该系统在美国的潜在部署。初始建设费用约为2500万美元。日本 RIKEN 计算科学研究所 (AICS) 的一个团队已经开始使用相控阵雷达和一种新算法进行即时天气预报的实验工作。 

## 裝備
SPY-1A：
- 美国提康德羅加級飛彈巡洋艦(CG-47~58)

SPY-1B：
- 美国提康德羅加級飛彈巡洋艦(CG-59~73)

SPY-1D：
- 美国亞里·勃克級驅逐艦Flight I/IA/II（DDG）
- 日本金剛級護衛艦（DDG）
- 西班牙艾爾瓦洛·迪巴贊級（DDG）

SPY-1D(V)：
- 美国亞里·勃克級驅逐艦Flight IIA（DDG）
- 日本愛宕級護衛艦（DDG）
- 日本摩耶級護衛艦（DDG）
- 大韓民國世宗大王級驅逐艦（DDG）
- 霍巴特级驱逐舰（DDGH）

SPY-1F：
- 挪威南森級巡防艦（F-85）[5]